# Johnny Araya Monge

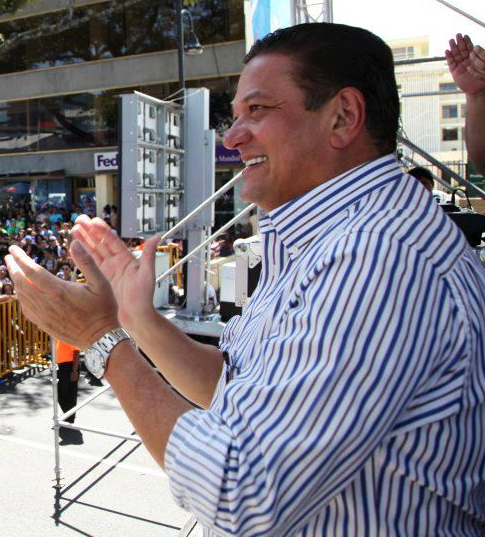
Johnny Araya Monge (2011)

Johnny Francisco Araya Monge (* 29. April 1957 in Palmares, Provinz Alajuela) ist ein costa-ricanischer Politiker (PLN). Er war von 1998 bis 2001 und 2003 bis 2013 Bürgermeister der Hauptstadt San José. Von 2010 bis 2013 war er zudem Co-Präsident der internationalen Städte- und Lokalverwaltungsvereinigung UCLG. Bei der Präsidentschaftswahl 2014 war er der Kandidat seiner Partei, unterlag aber seinem Konkurrenten Solís im zweiten Wahlgang.

## Leben
Johnny Arayas Onkel mütterlicherseits ist Luis Alberto Monge Álvarez, der von 1982 bis 1986 Präsident Costa Ricas war. Sein älterer Bruder Rolando Araya Monge war von 1995 bis 1999 Vorsitzender der PLN, mehrfach Minister in PLN-geführten Regierungen und 2002 erfolgloser Präsidentschaftskandidat.
Johnny Araya schloss 1980 sein Studium der Agrarwissenschaften an der Universidad de Costa Rica ab. Anschließend war er einige Jahre als Agraringenieur tätig.
Als Student begann Araya sein politisches Engagement beim linksradikalen Movimiento Revolucionario del Pueblo (MRP), folgte seinen Familienmitgliedern aber bald in die etablierte Partido Liberación Nacional (PLN), deren sozialdemokratischem Flügel (nach dem Namen seiner Familie Arayismo genannt) er zugerechnet wird. 1982 wurde er zum ersten Mal in den Stadtrat von San José gewählt. Von 1991 bis 1998 war er Leiter der Stadtverwaltung. 1992 nahm er an einem einmonatigen Weiterbildungskurs für Kommunalpolitiker aus Lateinamerika und der Karibik am Harvard Institute for International Development (Harvard University) teil.
Mit der Kommunalreform von 1998 wurde das Amt eines direkt gewählten Bürgermeisters geschaffen. Araya gewann die erste Wahl und wurde seither immer wiedergewählt, zuletzt 2011. Araya hat sich bei kommunalen Spitzenverbänden auf lateinamerikanischer und weltweiter Ebene engagiert. Von 1996 bis 2000 und 2004 bis 2006 war er Vizepräsident für Mittelamerika der Unión de Ciudades Capitales Iberoamericanas (UCCI), 2004 bis 2006 außerdem Vizepräsident des Exekutivkomitees, 2008 bis 2010 Co-Präsident und 2010 bis 2012 erneut Vizepräsident. Von 2004 bis 2006 war er Mitglied der Exekutivkomitees der Federación Latinoámericana de Ciudades, Municipios y Asociaciones Municipalistas (FLACMA), der lateinamerikanischen Regionalabteilung im Weltstädteverband UCLG, von 2004 bis 2007 Mitglied des UCLG-Weltrats, von 2006 bis 2012 Co-Präsident der FLACMA und 2010 bis 2013 Co-Präsident der UCLG.
Bereits 2010 bewarb sich Araya um die Präsidentschaftskandidatur seiner Partei, unterlag jedoch seiner konservativeren Parteikollegin Laura Chinchilla, die die Wahl letztendlich gewann und Präsidentin wurde. Da die costa-ricanische Verfassung eine unmittelbare Wiederwahl nicht zulässt, konnte Chinchilla 2014 nicht erneut aufgestellt werden und die PLN nominierte Araya als ihren Präsidentschaftskandidaten. Er legte daraufhin sein Bürgermeisteramt nieder. Jedoch stellte er nach der hauchdünnen Niederlage im ersten Wahlgang den Wahlkampf vor der erforderlichen Stichwahl ein, da er sich nach Meinungsumfragen zu wenig Chancen ausrechnete. Somit gewann am 6. April 2014 sein Herausforderer Luis Guillermo Solís die Wahl zum Präsidenten.
Im 2013 heiratete Araya die Zahnärztin Sandra León. Dies ist seine fünfte Ehe, wobei zwei davon (die dritte und vierte Heirat) mit derselben Frau waren. Er hat vier Kinder.